# Ford World Rally Team
Il Ford World Rally Team è stato il reparto corse della casa automobilistica statunitense Ford, dal campionato del mondo rally 1973 al campionato del mondo rally 2012.

## Storia

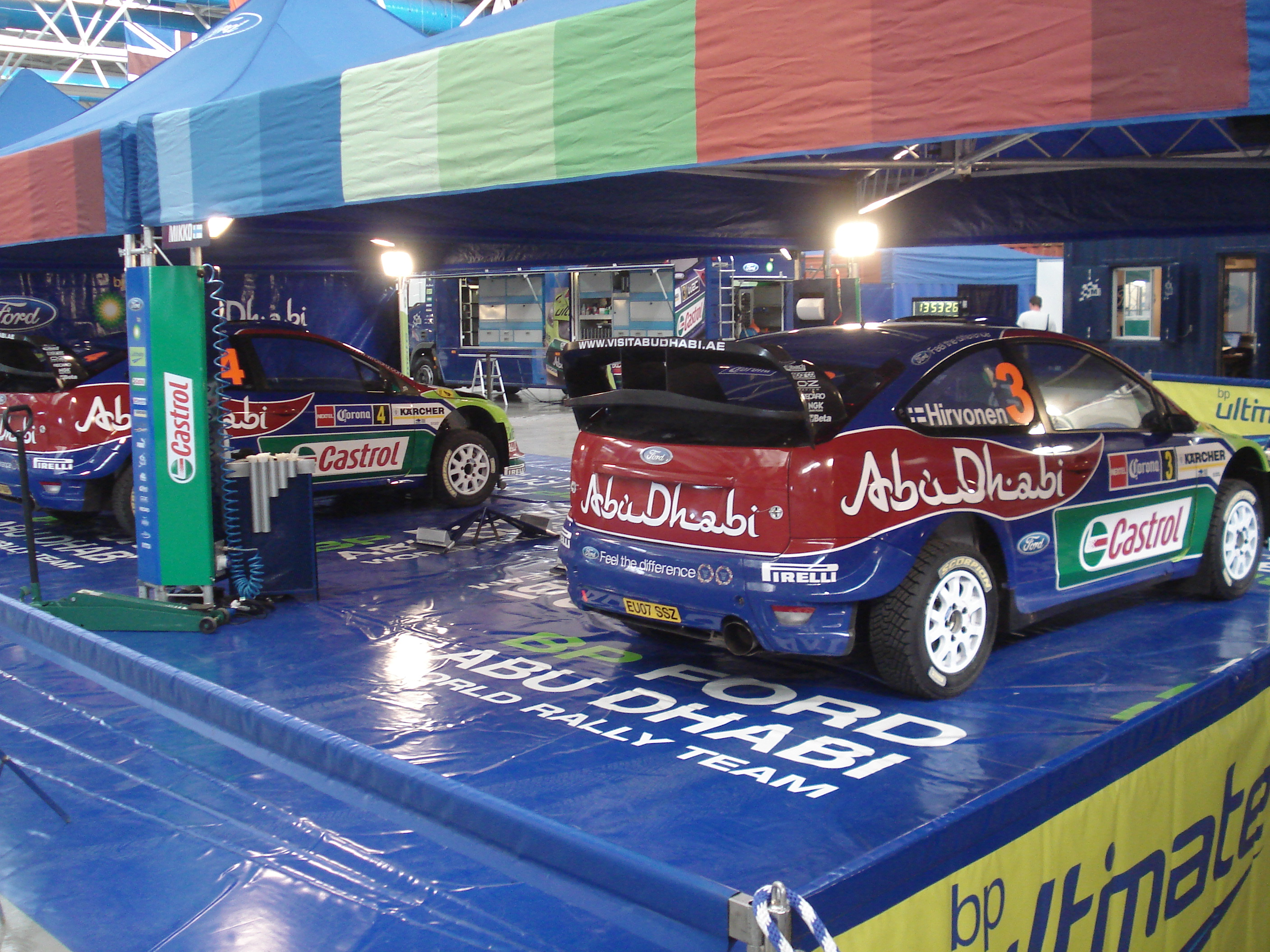
Uno stand del Ford Abu Dhabi World Rally Team Rally Messico nel 2008

Dopo i campionati in cui la Ford ottenne punti mondiali, con l'apice del titolo marche del 1979, con i piloti che sceglievano le sue vetture in forma privata, la prima iscrizione al campionato del mondo rally, nella attuale configurazione, è cioè direttamente gestita dalla casa madre Ford, risale al 1997 come M-Sport, team fondato dall'ex pilota Malcolm Wilson, che in seguito diventerà una scuderia a sé stante, e la prima vittoria venne conquistata nello stesso anno al Rally dell'Acropoli in Grecia con una Ford Escort RS Cosworth. Pur non avendo vinto il titolo mondiale piloti, che in entrambe le occasioni è andato a Sébastien Loeb, il team si è aggiudicato il titolo costruttori sia nel 2006 che nel 2007.
Sebbene i 5 titoli mondiali non siano un record, Ford a differenza di altre scuderie di rally come Lancia o Citroën, ha assicurato una presenza continuativa nel mondiale rally, pertanto costituivano un record i 297 podi conquistati al 2011 e le 79 vittorie; in questo è stata superata nel 2011 di una lunghezza dalla Citroën.
Al termine della stagione 2012, la Ford ha annunciato la cessazione delle attività della squadra, continuando comunque a fornire vetture e motori al team M-Sport.

## Denominazioni
- Ford Motor Company (1986-1988, 1991-1994 e 1996)
- Ford motor Co Ltd (1989)
- Q8 Team Ford (1990)
- RAS Ford (1995)
- Ford Repsol (1997)
- Ford Motor Co Ltd (1998)
- Ford Martini (1999-2001)
- Ford Rallyesport (2002-2003)
- Ford BP Rallye Sport (2004)
- BP Ford World Rally Team (2005-2007)
- BP Ford Abu Dhabi World Rally Team (2008-2010)
- Ford Abu Dhabi World Rally Team (2011)
- Ford World Rally Team (2012)

## Lista modelli
- Ford Escort RS1600
- Ford Escort RS1800
- Ford RS200
- Ford Sierra RS Cosworth
- Ford Escort RS Cosworth
- Ford Escort WRC
- Ford Focus WRC
- Ford Fiesta RS WRC

## Palmarès
- 3 Campionati del mondo marche: 1979, 2006 e 2007
- 2 Campionati del mondo piloti: 1979 (Björn Waldegård su Ford Escort RS1800), 1981 (Ari Vatanen su Ford Escort RS1800)
- 7 Campionato europeo rally: con Antonio Zanini (1980), Pierre-César Baroni (1994), Patrick Snijers (1995), Kajetan Kajetanowicz (2015, 2016 e 2017) e Aleksej Luk'janjuk (2018)
- 5 Campionato italiano rally: con Gianfranco Cunico (1994, 1995 e 1996), Paolo Andreucci (2001) e Giandomenico Basso (2016)
- 2 Mondiale SWRC con Xavier Pons (2010) e Craig Breen (2012)
- 1 World Rally Championship-2 con Nasser Al-Attiyah (2014)

Dettaglio stagioni
Tra parentesi le prove disputate da ciascun pilota ufficiale.
| Stagione | Nome ufficiale                     | Piloti ufficiali                                                                                | Vitt. | Punti | Pos. |
| -------- | ---------------------------------- | ----------------------------------------------------------------------------------------------- | ----- | ----- | ---- |
| 2000     | Ford Martini                       | Colin McRae (14) Carlos Sainz (14) Petter Solberg (6) Tapio Laukkanen (2) Piero Liatti (2)      | 3     | 91    | 2º   |
| 2001     | Ford Martini                       | Colin McRae (14) Carlos Sainz (14) François Delecour (13) Paolo Andreucci (1) Mark Higgins (1)  | 3     | 86    | 2º   |
| 2002     | Ford Rallyesport                   | Colin McRae (14) Carlos Sainz (14) Markko Märtin (14) François Duval (3) Mark Higgins (1)       | 3     | 104   | 2º   |
| 2003     | Ford Rallyesport                   | Markko Märtin (14) François Duval (14) Mikko Hirvonen (14) Jari-Matti Latvala (4)               | 2     | 93    | 4º   |
| 2004     | Ford BP Rallyesport                | Markko Märtin (16) François Duval (16) Janne Tuohino (2)                                        | 3     | 143   | 2º   |
| 2005     | BP Ford World Rally Team           | Toni Gardemeister (16) Roman Kresta (16) Mikko Hirvonen (1) Daniel Solà (1) Henning Solberg (1) | 0     | 104   | 3º   |
| 2006     | BP Ford World Rally Team           | Marcus Grönholm (16) Mikko Hirvonen (16)                                                        | 8     | 195   | 1º   |
| 2007     | BP Ford World Rally Team           | Marcus Grönholm (16) Mikko Hirvonen (16) Khalid al-Qassimi (4)                                  | 8     | 212   | 1º   |
| 2008     | BP Ford Abu Dhabi World Rally Team | Mikko Hirvonen (15) Jari-Matti Latvala (14) Khalid al-Qassimi (10) François Duval (1)           | 4     | 173   | 2º   |
| 2009     | BP Ford Abu Dhabi World Rally Team | Mikko Hirvonen (12) Jari-Matti Latvala (12) Khalid al-Qassimi (9)                               | 5     | 140   | 2º   |
| 2010     | BP Ford Abu Dhabi World Rally Team | Mikko Hirvonen (13) Jari-Matti Latvala (13) Khalid al-Qassimi (9)                               | 3     | 337   | 2º   |
| 2011     | Ford Abu Dhabi World Rally Team    | Mikko Hirvonen (13) Jari-Matti Latvala (13)                                                     | 3     | 376   | 2º   |
| 2012     | Ford World Rally Team              | Jari-Matti Latvala (11) Dani Sordo (1) Petter Solberg (12)                                      | 2     | 309   | 2º   |